# Sant Llorenç des Cardassar
Sant Llorenç des Cardassar là một đô thị trên đảo Mallorca, thuộc quần đảo Baleares, Tây Ban Nha.